# Balneari Ullastres
El Balneari Ullastres fou el primer balneari que, després del descobriment de les aigües mineromedicinals, hi va haver a Tona (Osona). Inaugurat el 1876, es mantingué en funcionament fins al 1987. Aquest va ser el primer d'una sèrie de balnearis que varen tenir un gran impacte econòmic en la població, van suposar un important impuls econòmic, social i urbanístic pel poble, i varen convertir Tona en un centre d'estiueig de primer ordre.

## Descripció
Al contrari dels altres balnearis de Tona (Codina, Roqueta, etc.) que tenien l'aspecte dels grans casals modernistes i noucentistes de l'època. L'estructura del balneari, semblant a la de la deu o balneari de la Puda de Segalés, és una nau de planta rectangular, coberta a doble vessant, de planta baixa i un sol pis, amb moltes obertures, principalment a la planta. Les habitacions són àmplies i tenen el paviment de mosaic. A la part lateral i al darrere hi ha piscines que comuniquen amb algunes de les sales interiors.
Un edifici de planta baixa i coberta a dos aigües, acull les instal·lacions hidroteràpiques del balneari més antic de Tona. A destacar el passeig de plàtans i parc annex al conjunt.

## Història
El 1874 un pagès de la localitat va descobrir a Tona de manera fortuïta una deu d'aigua, que feia l'olor típica de l'àcid sulfúric. Al cap d'un any del descobriment, Ullastres i Companys, van excavar més el pou, fins que van trobar una gran deu d'aigua, que va ser feta analitzar pel Dr. Antoni Bayés i Fuster (1842-1899), que va pensar que podria tractar-se d'aigües medicinals. En descobrir les grans possibilitats que tenien, va decidir de constituir una societat mercantil per a l'explotació de les aigües, juntament amb els seus socis Narcís Ullastres i Josep Quintanas, societat que va gestionar el balneari, del qual el Dr. Bayés va ser el primer metge director. Posteriorment, el fill i el net del Dr. Bayés i Fuster, Candi Bayés i Coch (1867-1955), i Antoni Bayés i Vayreda, foren també directors i copropietaris del Balneari. Mercès a la relació de la família Bayés amb el balneari, el febrer de 2011 foren nomenats fills adoptius de Tona els besnets del Dr. Bayés i Fuster, el cardiòleg Antoni Bayés de Luna i la dibuixant Pilarín Bayés.